# Philippinische Legislative
Die Philippinische Legislative wird auf den Philippinen das zweite frei gewählte Parlament genannt, das erstmals aus Senat und Repräsentantenhaus bestand, dessen Mitglieder nur Filipinos waren. Grundlage hierzu war das Inkrafttreten des Philippine Autonomy Acts (Jones Law) der am 29. August 1916 von Präsident Woodrow Wilson unterzeichnet wurde. Die philippinische Legislative ersetzte das bisherige Parlamentssystem, das aus der Taft-Kommission und der Philippinischen Versammlung bestand. Die ersten Wahlen wurden am 10. Oktober 1916 abgehalten. Diese Legislative wurde mit Inkrafttreten des Tydings-McDuffie Law (Philippine Independence Act) am 1. Mai 1934 abgeschafft und durch den Commonwealth-Kongress 1935 ersetzt.

## Aufbau
Die philippinische Legislative war ein Zweikammersystem, das aus einem Senat und einem Repräsentantenhaus bestand. Der Senat bestand aus 24 Mitgliedern, wobei jeder der 12 Wahlbezirke zwei Senatoren stellte. Die erste Wahlperiode dauerte sechs Jahre, die restlichen Wahlperioden hatten eine Dauer von drei Jahren. Zwei Mitglieder des Senats wurden vom amerikanischen General-Gouverneur berufen und repräsentierten die nichtchristlichen Bevölkerungsgruppen der Philippinen im südlichen Mindanao und der Mountain Provinz, heute Cordillera Administrative Region. In der Zeit von 1916 bis 1935 wurden 67 Senatoren gewählt, wobei Mitglieder wie Manuel Quezon von 1916 bis 1935 einen Senatorensitz innehatte. Sergio Osmeña wurde erst 1922 in den Senat gewählt.
Das Repräsentantenhaus bestand aus 80 Mitgliedern und im Grunde genommen wurde die philippinische Versammlung einfach umbenannt. Die Wahlperioden wurden analog zu der des Senats gestaltet. Sitz des Repräsentantenhauses war bis 1927 das Haus My Untamiento in Intramuros, danach zog es nach Quezon um.

## Befugnisse
Der Philippine Autonomy Act gab dem Parlament erweiterte Befugnisse, die inneren Angelegenheiten der Philippinen gesetzlich regeln zu können. Die Ausnahmen bestanden darin, dass alle Gesetze, die zum Inhalt Regelungen zur Einwanderung, Währung, Zollbestimmungen und deren Höhe, Landverteilung, Waldnutzung und Bergbauaktivitäten betrafen, die Zustimmung des Präsidenten der Vereinigten Staaten benötigten. Vollkommen außen vor blieb die Philippinische Legislative in Fragen der Landesverteidigung, des Budgetrechtes und der Regierungsorganisation. Mit Inkrafttreten des Philippine Autonomy Acts bekamen die Philippinen einen halbautonomen Status von den USA zugesprochen.